# Saint-Alyre-d'Arlanc
Saint-Alyre-d'Arlanc är en kommun i departementet Puy-de-Dôme i regionen Auvergne-Rhône-Alpes i centrala Frankrike. Kommunen ligger i kantonen Arlanc som tillhör arrondissementet Ambert. År 2022 hade Saint-Alyre-d'Arlanc 136 invånare.

## Befolkningsutveckling
Antalet invånare i kommunen Saint-Alyre-d'Arlanc
| Referens: INSEE |